# Гамкрелидзе, Владимир
Владимир Гамкрелидзе (груз. ვლადიმერ გამყრელიძე; 11 июня 2001, Амбролаури, Грузия) — грузинский борец вольного стиля, призёр чемпионата мира и Европы.

## Карьера
В начале апреля 2022 года Гамкрелидзе завоевал бронзовую медаль на чемпионате Европы в Будапеште, победив в малом финале армянина Армана Авагяна со счетом 9:7, в весовой категории до 79 кг. 18 сентября 2023 года Гамкрелидзе завоевал серебряную медаль в весовой категории 79 кг на чемпионате мира в Белграде. В финальной встрече он уступил со счетом 1:4 российскому борцу Ахмеду Усманову. В мае 2024 года Гамкрелидзе принял участие в мировом квалификационном турнире в Стамбуле, где в решающей схватке выиграл у Василия Михайлова из Украины, завоевав лицензию на Олимпийские игры в Париж в весовой категории до 86 кг.
В апреле 2025 года на чемпионате Европы в Братиславе в весовой категории до 79 кг завоевал бронзовую медаль. В схватке за третье место одолел соперника из Испании Мохаммада Моттагинью.

## Достижения
- Первенство Европы по борьбе среди кадетов 2017 — ;
- Первенство Европы по борьбе среди кадетов 2018 — ;
- Чемпионат Европы по борьбе среди спортсменов до 23 лет 2021 — ;
- Чемпионат Европы по борьбе 2022 — ;
- Чемпионат Европы по борьбе среди спортсменов до 23 лет 2022 — ;
- Чемпионат мира по борьбе среди спортсменов до 23 лет 2022 — ;
- Чемпионат мира по борьбе 2023 — ;
- Чемпионат мира по борьбе среди спортсменов до 23 лет 2023 — ;
- Чемпионат Европы по борьбе 2025 — ;